# Éléonore de Roye
 (février 2016).
Si vous disposez d'ouvrages ou d'articles de référence ou si vous connaissez des sites web de qualité traitant du thème abordé ici, merci de compléter l'article en donnant les références utiles à sa vérifiabilité et en les liant à la section « Notes et références ».
Éléonore de Roye (24 février 1535 - 23 juillet 1564 au château de Condé à Condé-en-Brie) est une princesse de Condé par son mariage avec Louis Ier de Bourbon-Condé, principal chef protestant pendant les guerres de religion. Elle est avec sa mère Madeleine de Mailly l'une des grandes dames de la cour de France qui défendent le protestantisme.

## Biographie
Éléonore de Roye est la fille de Charles de Roye (1510-1551), comte de Roucy et de Madeleine de Mailly, dame de Conti. Née le 24 février 1535 à Châtillon-Coligny, elle a lors de son baptême pour marraines, Éléonore d'Autriche (dont elle porte le prénom) seconde femme de François Ier, et Marguerite de Valois-Angoulême, sa sœur; ses deux parrains sont le dauphin François, et Antoine du Bois, évêque de Béziers et grand-oncle maternel de Charles de Roye. Elle a Louise de Montmorency pour grand-mère, sœur du connétable Anne et mère de l'amiral Gaspard II de Coligny, de François de Coligny d'Andelot et d'Odet de Coligny. Sa sœur cadette, Charlotte de Roye (1537-1669), est la seconde épouse de François III de La Rochefoucauld.
Le 19 janvier 1551, à la mort de son père, en tant qu'aînée de sa fratrie, elle hérite du comté de Roucy. Elle a alors quinze ans.
Le 22 juin 1551, à seize ans, Éléonore de Roye épouse en son château de Plessis-de-Roye, Louis Ier de Bourbon, futur prince de Condé. Par son mariage, elle devient la belle-sœur d'Antoine de Bourbon, roi consort de Navarre. Très rapidement après le mariage, Éléonore ressent les manifestations d'une première grossesse. Le 29 décembre 1552 à La Ferté-sous-Jouarre, elle met au monde son premier enfant, Henri Ier de Bourbon-Condé. Sept autres enfants naissent de ce mariage :
- Marguerite de Bourbon (1556, morte jeune) ;
- Charles de Bourbon (1557, mort jeune) ;
- François de Bourbon (1558-1614), prince de Conti ;
- Charles II de Bourbon (1562-1594), cardinal ;
- Louis de Bourbon (1562-1563) ;
- Madeleine de Bourbon (1563-1563) ;
- Catherine de Bourbon (1564, morte jeune).

Installée au château de Condé, Éléonore y élève ses enfants, dont cinq meurent pendant l'enfance. 
En 1560, durant les guerres de religion, son mari est incarcéré par deux fois sur ordre de la famille de Guise. Éléonore et sa mère s'engagent dans des actions politiques importantes afin de soutenir son époux. Épouse fidèle, fervente partisane de la foi calviniste, et surtout mère dévouée, Éléonore va même jusqu'à chercher du soutien auprès de la reine d'Angleterre, la protestante Élisabeth Ire. Enfin, elle négocie par lettres et en personne avec la reine mère Catherine de Médicis, pour faire sortir son mari de prison, ce à quoi elle parvient en 1563, et qui amène à la paix d’Amboise, le 19 mars 1563.
À 29 ans, quelque peu délaissée par son époux, Éléonore meurt en couches au château de Condé.

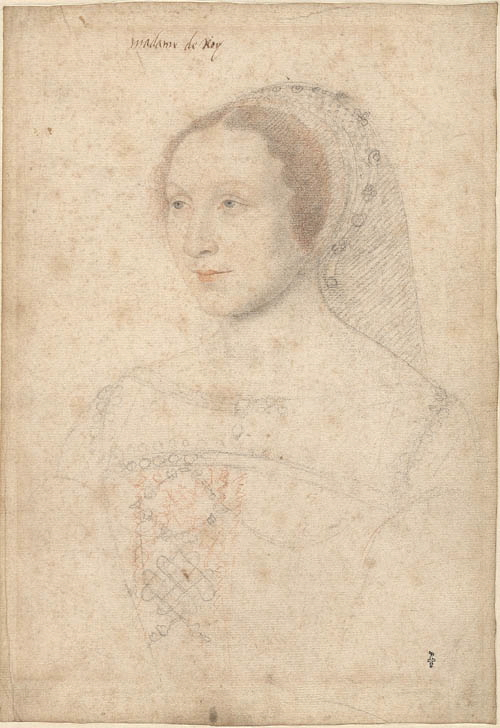
Portrait de Madeleine de Mailly (1512-1567) comtesse de Roye - mère d’Éléonore de Roye - par François Clouet, Ancienne collection de Catherine de Médicis, Chantilly, Musée Condé, Numéro d'inventaire : MN 240